# KS Besa Kavaja
Klubi Sportiv Besa Kavaja ist ein albanischer Fußballverein aus Kavaja.
KS Besa Kavajë spielt derzeit in der zweithöchsten Liga. Seine Heimspiele trägt der Verein im Besa-Stadion aus, das 8.000 Zuschauern Platz bietet. Die internationalen Heimspiele in den Jahren 2007 und 2008 wurden in Durrës im Stadion Niko Dovana, 2010 in Tirana im Qemal-Stafa-Stadion ausgetragen.

## Geschichte
Der Verein wurde 1925 unter dem Namen SKS Adriatiku Kavajë gegründet. Nach fünf Jahren beschloss man, sich in SK Kavajë umzubenennen. 1933 spielte man zum ersten Mal in der ersten albanischen Liga. 10 Jahre nach seiner Gründung erhielt der Klub 1935 zum ersten Mal seinen heutigen Namen, wurde aber 1949 in Kavajë und 1950 in Puna Kavajë umbenannt, ehe er 1958 seinen heutigen Namen zurückerhielt. 1971 verlor Besa Kavajë im Finale des Balkanpokals gegen Panionios Athen. 
Zwischen 1986 und 2011 spielte der Verein mit Ausnahme der Saison 2004/05 stets erstklassig – ab dem Jahr 2007 qualifizierte man sich wiederholt für internationale Wettbewerbe. Auf einen zweiten Platz in der Saison 2009/10 folgte der vorletzte Tabellenplatz und damit der Abstieg in der Saison 2010/11. Ein Jahr später schaffte man jedoch mit einem 4. Platz in der zweiten Liga und den anschließend gewonnenen Relegationsspielen gegen KS Kamza den sofortigen Wiederaufstieg. In der Saison 2012/13 gelang der Ligaerhalt in der Kategoria Superiore auf dem neunten Platz. In der Saison darauf wurde man wieder Neunter, stieg dadurch allerdings ab, weil die Liga auf zwölf teilnehmende Mannschaften reduziert wurde.

## Erfolge
- Kupa e Shqipërisë (Albanischer Pokal)
  - Sieger (2): 2007, 2010
  - Finalist (7): 1961, 1963, 1971, 1972, 1981, 1992, 2007
- Superkupa (Supercup)
  - Sieger (1): 2010
  - Finalist (1): 2007
- Balkanpokal
  - Finalist (1): 1971

## Europapokalbilanz
| Saison  | Wettbewerb                  | Runde                  | Gegner                  | Gesamt    | Hin     | Rück    |
| ------- | --------------------------- | ---------------------- | ----------------------- | --------- | ------- | ------- |
| 1972/73 | Europapokal der Pokalsieger | 1. Runde               | Fremad Amager           | (a)1:1(a) | 1:1 (A) | 0:0 (A) |
| 1972/73 | Europapokal der Pokalsieger | Achtelfinale           | Hibernian Edinburgh     | 2:8       | 1:7 (A) | 1:1 (A) |
| 2007/08 | UEFA-Pokal                  | 1. Qualifikationsrunde | FK Bežanija             | (a)2:2(a) | 2:2 (A) | 0:0 (A) |
| 2007/08 | UEFA-Pokal                  | 2. Qualifikationsrunde | Litex Lowetsch          | 0:6       | 0:3 (H) | 0:3 (A) |
| 2008    | UEFA Intertoto Cup          | 1. Runde               | Ethnikos Achnas         | (a)1:1(a) | 0:0 (H) | 1:1 (A) |
| 2008    | UEFA Intertoto Cup          | 2. Runde               | Grasshopper Club Zürich | 1:5       | 1:2 (A) | 0:3 (H) |
| 2010/11 | UEFA Europa League          | 2. Qualifikationsrunde | Olympiakos Piräus       | 01:11     | 0:5 (H) | 1:6 (A) |

Gesamtbilanz: 14 Spiele, 7 Unentschieden, 7 Niederlagen, 8:34 Tore (Tordifferenz −26)

## Spieler

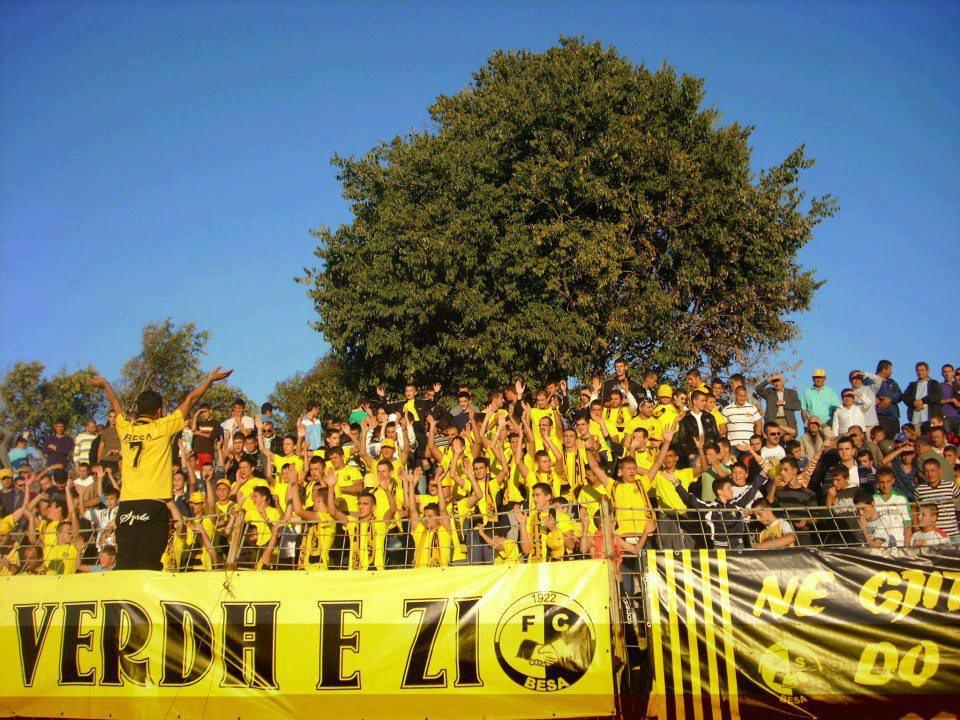
Fans der „Gelb-Schwarzen“

- Altin Rraklli (1987–1992, 2006–2007)
- Skerdilaid Curri (1993–1995)
- Edmond Kapllani (2003–2004)